# Новониколаевка (Маловисковская городская община)
Новоникола́евка (укр. Новомиколаївка) — село в Маловисковской городской общине Новоукраинского района Кировоградской области Украины.
До 2020 года входило в Маловисковский район
Население по переписи 2001 года составляло 41 человек. Почтовый индекс — 26243. Телефонный код — 5258. Код КОАТУУ — 3523180605.